# بیماری‌های تحدیدی ریوی
بیماری‌های تحدیدی ریوی (به انگلیسی: Restrictive lung disease) گروهی از بیماری‌های تنفسی هستند که اتساع ریه را محدود میکنند؛ این بیماری‌ها می‌توانند ناشی از وجود مشکل در قفسه سینه، پرده جنب یا بافت ریه مانند پنوموکونیوز، سارکوئیدوز و گوژپشتی باشند.

## انواع
به دو گروه عمده علل داخل ریوی و بیماری‌های با منشا خارج ریوی تقسیم می‌شوند.علل داخل ریوی مانند پنوموکونیوز، فیبروز ناشی از رادیاسیون، ARDS، فیبروز ریوی و سارکوئیدوز . علل خارج ریوی مانند گوژپشتی، سینه کبوتری، آسیت و چاقی .

## تشخیص و درمان
بررسی‌های تشخیصی ممکن است شامل رادیوگرافی قفسه سینه٬ سی‌تی‌اسکن با وضوح بالا و آزمون‌های عملکرد ریه (محدودیت حجم‌های ریوی در اسپیرومتری) باشند. بیماری‌های تحدیدی ریوی موجب کاهش ظرفیت‌های ریوی می‌شود. FEV1 و FVC هر دو کاهش می یابند.
در رادیوگرافی قفسه سینه حدود ۱۰ درصد از بیماران مبتلا به بیماری‌های ریوی با منشأ درونی یا ابتدایی٬ نتیجه‌ای کاملاً طبیعی دیده می‌شود.